# Wolfgangikirche Hollenegg

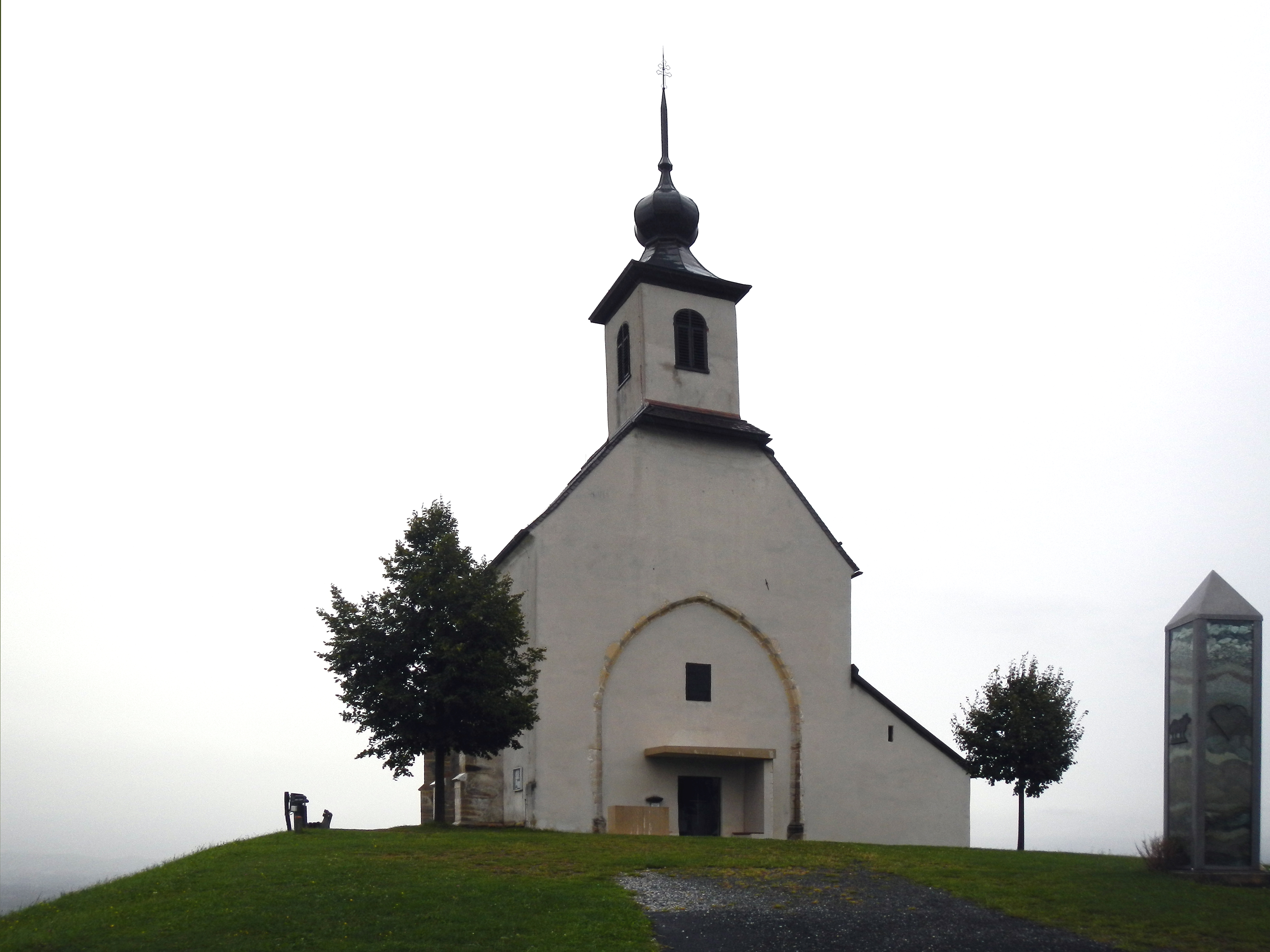
Kath. Filialkirche hl. Wolfgang in Hollenegg

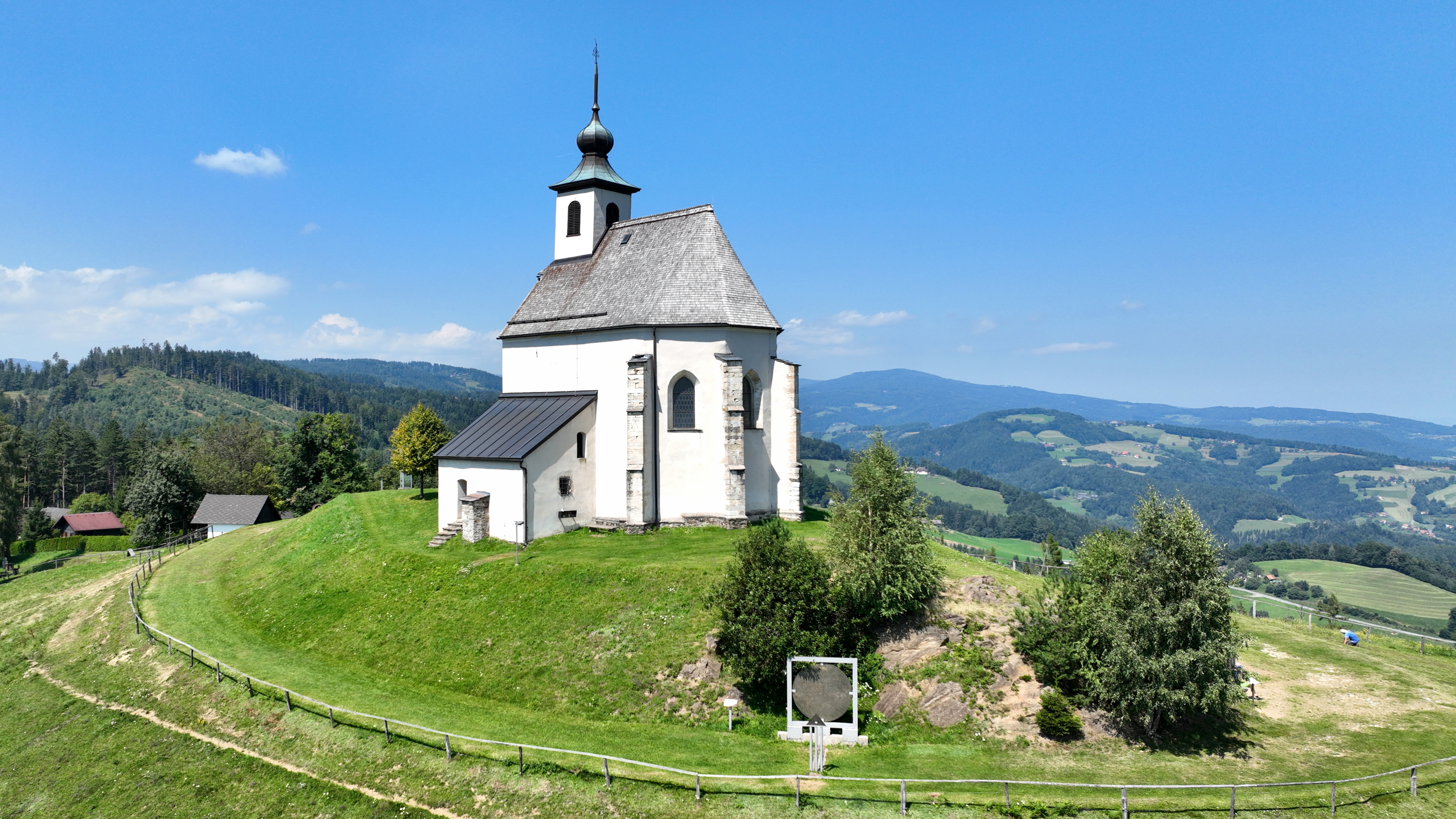
Südsüdostansicht der Wolfgangikirche

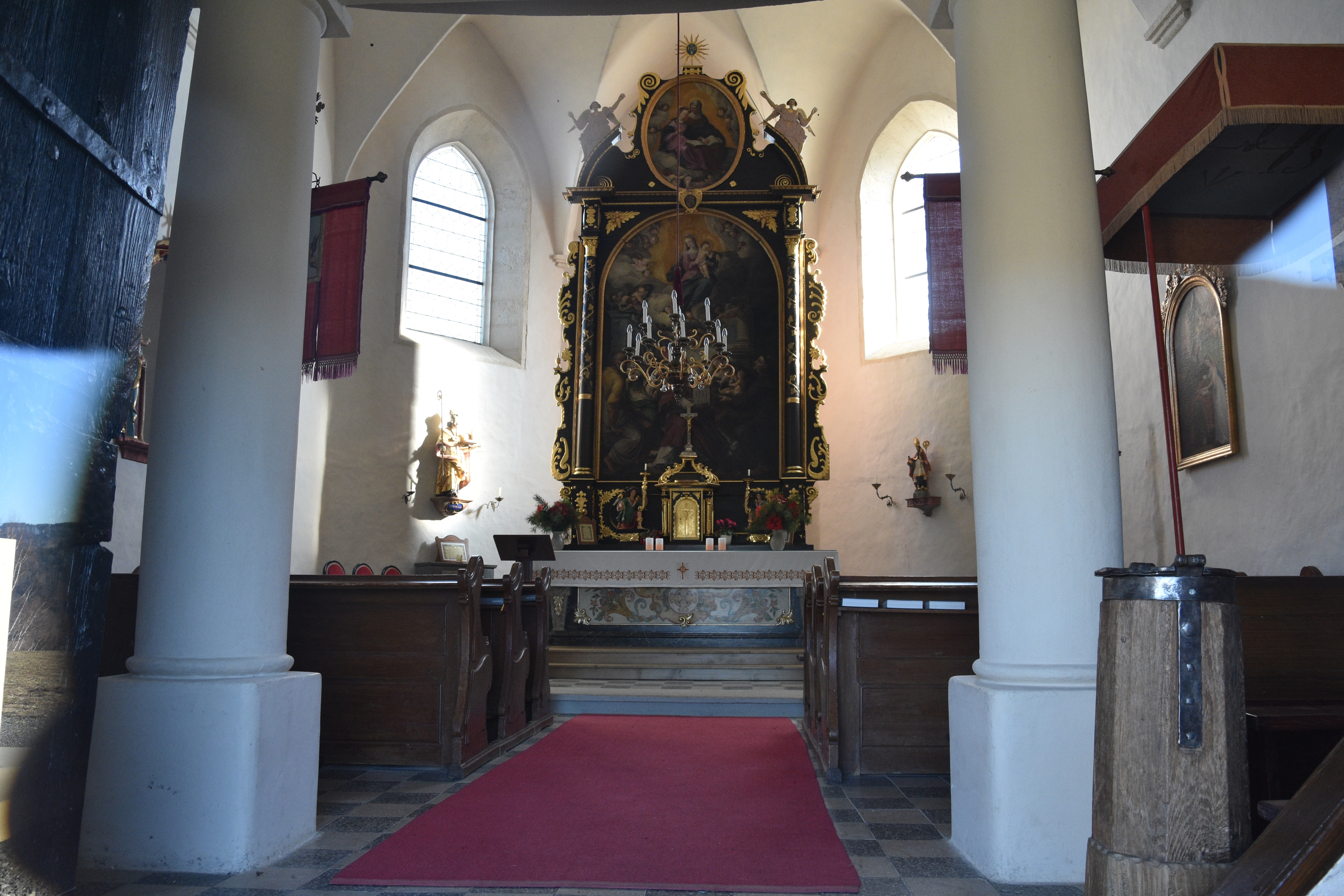
Innenraum der Kirche

Die römisch-katholische Wolfgangikirche Hollenegg steht auf dem Wolfgangikogel (767 m) in Kruckenberg in der Katastralgemeinde Neuberg bei Hollenegg in der Marktgemeinde Schwanberg im Bezirk Deutschlandsberg in der Steiermark. Die dem heiligen Wolfgang geweihte Filialkirche gehörte bis Ende August 2018 zum Dekanat Deutschlandsberg in der Diözese Graz-Seckau, seit Auflassung dieses Dekanates liegt sie im Seelsorgeraum Südweststeiermark. Die Kirche steht unter Denkmalschutz (Listeneintrag).
Die Kirche ist von der Landesstraße von Deutschlandsberg nach Trahütten (Weinebenstraße) oder von Hollenegg über einen schmalen, kurvenreichen und steilen Fahrweg erreichbar.
Die Erhaltungsarbeiten an der Wolfgangikirche wurden 2022 mit der GerambRose (benannt nach dem Volkskundler Viktor Geramb) ausgezeichnet.

## Geschichte
Die gotische Bergkirche mit einem weiten Blick nach Norden, Osten und Süden wurde 1494 erbaut. Der Chor der Kirche ist erhalten, die heutige Westfront wurde mit der Vermauerung des Fronbogens geschaffen.

## Architektur
Die Kirche ist der Rest einer größeren gotischen Anlage. Nur mehr der dreijochige Chor ist erhalten, die gotischen Fenster wurden verkürzt. Ein schulterbogiges Sakristeitor ist erhalten. Der dreijochige Chor mit einem Dreiachtelschluss zeigt außen abgetreppte Strebepfeiler. Das Sakristeiportal hat einen Schulterbogen. Der westliche Dachreiter trägt einen Zwiebelhelm.
Das Kircheninnere hatte ein gotisches Rippengewölbe, dessen Rippen nachträglich abgeschlagen wurden. In das Westjoch des Chores wurde eine barocke Empore auf zwei Säulen – mittig leicht vorkragend – eingebaut.

## Ausstattung
Der Hochaltar aus dem zweiten Viertel des 17. Jahrhunderts zeigt das Hochaltarbild des hl. Wolfgang aus 1711 mit vier weiteren Heiligen und der Gottesmutter. Die Wappenkartusche bez. 1675 wurde wohl später angebracht. Es gibt zwei große gedrechselte Wandlungsleuchter und ein Kommuniongitter aus dem 18. Jahrhundert.
Die Orgel entstand um 1780.
Als Ersatz für ein Bild des hl. Urban, das in den 1970er-Jahren abhandengekommen war, erhielt die Kirche 2015 im Rahmen einer Renovierung ihres Innenraumes ein Gemälde Anna lehrt Maria als Geschenk der in Schloss Hollenegg wohnhaften Familie Liechtenstein.
Die große Linde vor der Kirche musste 2016 wegen Altersschwäche entfernt werden, sie war hohl und morsch geworden und bildete eine Gefahr für den Kirchenbau und dessen Besucher. Statt ihrer wurde eine junge Linde gepflanzt.
Der Eingangsbereich wurde 2017 umgestaltet und am 8. Juli 2018 beim Kirchweihfest feierlich eingeweiht. Es entstand ein Vordach mit Sitzgelegenheit und ein etwas davon abgerückter Tisch. Durch eine Glastür wird von Ostern bis Ende Oktober der Blick in die Kirche möglich. Die Entwürfe zu diesen Arbeiten stammen vom Architekten Markus Jeschaunig aus Graz.
Der Innenraum der Kirche wurde 2020/21 neu gestaltet. Die neuen Kirchenbänke aus Nussholz ersetzten die alten Sitzreihen, die durch Holzwurmbefall geschädigt waren. Die Steinelemente als Tischplatte des Altars, beim Ambo und der Taufschale greifen die Betonelemente des Außenraumes auf.